# Z Cygni
Z Cygni är en pulserande variabel av Mira Ceti-typ,  i stjärnbilden Svanen.
Stjärnan varierar mellan magnitud +7,1 och 14,7 med en period av 263,69 dygn.